# Мирославльська сільська рада
Мирославльська сільська рада — колишня адміністративно-територіальна одиниця та орган місцевого самоврядування в Баранівському і Новоград-Волинському районах Волинської округи, Київської й Житомирської областей Української РСР з адміністративним центром у селі Мирославль.

## Населені пункти
Сільській раді на час ліквідації були підпорядковані населені пункти:
- с. Зелений Гай
- с. Мирославль
- с. Радулин

## Населення
Кількість населення ради, станом на 1923 рік, становила 2 218 осіб, кількість дворів — 499.

## Історія та адміністративний устрій
Створена 1923 року в складі сіл Мирославль та Свинобичі Смолдирівської волості Новоград-Волинського повіту Волинської губернії. 7 березня 1923 року увійшла до складу новоствореного Баранівського району Житомирської (згодом — Волинська) округи. 12 січня 1924 року, відповідно до рішення Волинської ГАТК (протокол № 6/1 «Про зміни в межах округів, районів і сільрад»), адміністративний центр ради перенесено до с. Свинобичі з перейменуванням ради на Свинобицьку. Відновлена 9 лютого 1925 року в с. Мирославль Свинобицької сільської ради Баранівського району. На 1 жовтня 1941 року на обліку значилося с. Зрубок.
Станом на 1 вересня 1946 року сільська рада входила до складу Баранівського району Житомирської області, на обліку в раді перебувало с. Мирославль та хутір Зрубок.
11 січня 1960 року, відповідно до рішення Житомирського облвиконкому № 2 «Про зміни в адміністративно-територіальному поділі сільських рад в районах області», підпорядковано села Зелений Гай та Радулин ліквідованої Радулинської сільської ради Баранівського району. 30 грудня 1962 року, відповідно до указу Президії Верховної ради Української РСР «Про укрупнення сільських районів до розмірів територій виробничих колгоспно-радгоспних управлінь», сільську раду включено до складу Новоград-Волинського району Житомирської області.
17 серпня 1964 року, відповідно до рішення Житомирського ОВК № 330 «Про зміни в адміністративно-територіальному поділі Бердичівського, Дзержинського і Новоград-Волинського районів», адміністративний центр ради перенесено до с. Радулин з перейменуванням сільської ради на Радулинську.